# Institut Mines-Télécom
De Institut Mines-Télécom (IMT) is een in 1996 opgerichte grande école (technische universiteit) in Parijs.

## Diploma's
Diploma's die te behalen zijn:
- Ingenieursdiploma Master : (300 ECTS)
- Doctoraatsscholen
- Mastère Spécialisé, een eenjarige opleiding voor verdere specialisatie.
- Executive MBA

Daarnaast kunnen studenten een massive open online course volgen, een cursus waarbij het cursusmateriaal wordt verspreid via het internet.
Mensen met een diploma van van de IMT worden bijvoorbeeld technisch manager of onderzoeker in een werkbouwkundige omgeving.

## Wetenschappelijk onderzoek
- Digitaal
- Energie
- Natuurlijke hulpbronnen en milieu
- Geavanceerde materialen
- Economie, zaken en maatschappij[3].

- International Standard Name Identifier: 0000 0001 2202 567X
- Library of Congress Control Number: no2012037916
- Système universitaire de documentation: 192427156
- Virtual International Authority File: 168263018